# افغانستان در المپیک تابستانی ۱۹۳۶
افغانستان برای اولین بار برای رقابت در بازی‌های المپیک تابستانی در سال ۱۹۳۶ بازی‌های المپیک تابستانی در برلین شرکت کرد. از آن زمان تا اکنون افغانستان در ۱۳ دوره شرکت کرده‌است.

## دو و میدانی
مردان
مسیر و جاده ها، حوادث
| ورزشکار  | رویداد  | دور اول | دور اول    | چهارم      | چهارم      | نیمه نهایی | نیمه نهایی | نهایی      | نهایی |
| ورزشکار  | رویداد  | نتیجه   | رتبه       | نتیجه      | رتبه       | نتیجه      | رتبه       | نتیجه      | رتبه  |
| -------- | ------- | ------- | ---------- | ---------- | ---------- | ---------- | ---------- | ---------- | ----- |
| محمد خان | 100 متر | ۶       | صعود نکرد. | صعود نکرد. | صعود نکرد. | صعود نکرد. | صعود نکرد. | صعود نکرد. |       |

زمینه حوادث
| ورزشکار   | رویداد     | صلاحیت    | صلاحیت | نهایی     | نهایی     |
| ورزشکار   | رویداد     | فاصله     | موقعیت | فاصله     | موقعیت    |
| --------- | ---------- | --------- | ------ | --------- | --------- |
| محمد خان  | پرش بلند   | ۷٫۱۵ متر  | —      | صعود نکرد | صعود نکرد |
| عبدالرحیم | پرتاب وزنه | ۱۴٫۵۰ متر | —      | صعود نکرد | صعود نکرد |

- محمد خان نتوانست به فینال صعود کند؛ در مسابقه مقدماتی با پرش ۷٫۱۵ متر از مسابقات حذف شد.[۲]
- عبدالرحیم نتوانست به فینال صعود کند؛ در مسابقه مقدماتی با پرتاب وزنه به طول ۱۴٫۵۰ متر از مسابقات حذف شد.[۲]

گزارش رسمی نشان می‌دهد که یکی از این دو ورزشکار نیز عضو تیم ملی هاکی افغانستان بوده‌است، با این حال معلوم نیست که کدام یک از آن بود.

## هاکی روی چمن
مسابقات مردان
تیم ملی هاکی روی چمن افغانستان در این مسابقات با ۱۸ بازیکن شرکت کرد که ۵ نفر آن‌ها ناشناخته هستند. افغانستان در این مسابقات ۷ گل به ثمر رساند که فقط یک گلزن آن شناخته شده‌است.
سر مربی: ناشناخته
| ش. | پ.   | بازیکن                | تولد            | سن | جام‌ها | باشگاه | بازی تورنومنت | گل ترنومنت |
| -- | ---- | --------------------- | --------------- | -- | ----- | ------ | ------------- | ---------- |
|    |      | Abouwi Ahmad Shah     | ?               | ۰  | ?     |        |               |            |
|    | B    | Jammal-ud-Din Affendi | ۲۳ ژوئن ۱۹۰۸    | ۲۸ | ?     | ۲      | ?             |            |
|    | GK   | Sayed Ali Atta        | ۲۵ اوت ۱۹۱۳     | ۲۲ | ?     | ۲      | ?             |            |
|    | FW   | Sayed Ali Babaci      | ۱۲ مارس ۱۹۱۵    | ۲۱ | ?     | ۲      | ?             |            |
|    | HB   | Mohammad Asif Shazada | ۱۲ مارس ۱۹۱۹    | ۱۷ | ?     | ۲      | ?             |            |
|    | HB   | Sayed Mohammad Ayub   | ۲۰ نوامبر ۱۹۰۸  | ۲۷ | ?     | ۲      | ?             |            |
|    | FW   | Mian Farooq Shah      | ۳ ژوئن ۱۹۰۷     | ۲۹ | ?     | ۱      | ?             |            |
|    | B    | Hussain Fazal         | ۲۱ اکتبر ۱۹۰۶   | ۲۹ | ?     | ۲      | ?             |            |
|    | HB   | Saadat Malook Shazada | ۲۶ اوت ۱۹۱۶     | ۱۹ | ?     | ۲      | ?             |            |
|    | FW/B | ظاهرشاه الزاده        | ۱۸ نوامبر ۱۹۱۰  | ۲۵ | ?     | ۲      | ?             |            |
|    | FW   | شجاع الدین            | ۱۲ سپتامبر ۱۹۱۳ | ۲۲ | ?     | ۲      | ?             |            |
|    | FW   | محمد سلطان            | ۲۳ دسامبر ۱۹۱۸  | ۱۷ | ?     | ۲      | ۱             |            |
|    | FW   | سردار عبدالوحید       | ۱۲ مارس ۱۹۰۱    | ۳۵ | ?     | ۱      | ?             |            |

### گروه B
| رتبه | تیم             | تعداد بازی | برد | مساوی | شکست | گل زده | گل خورده | امتیاز | آلمان | افغانستان | دانمارک |
| ---- | --------------- | ---------- | --- | ----- | ---- | ------ | -------- | ------ | ----- | --------- | ------- |
| ۱.   | آلمان (GER)     | ۲          | ۲   | ۰     | ۰    | ۱۰     | ۱        | ۴      | X     | ۴:۱       | ۶:۰     |
| ۲.   | افغانستان (AFG) | ۲          | ۰   | ۱     | ۱    | ۷      | ۱۰       | ۱      | ۱:۴   | X         | ۶:۶     |
| ۳.   | دانمارک (DEN)   | ۲          | ۰   | ۱     | ۱    | ۶      | ۱۲       | ۱      | ۰:۶   | ۶:۶       | X       |